# Batallas del Corredor de Separación
Las batallas del Corredor de Separación (en hebreo: קְרָבוֹת רְצוּעַת הַנִּתּוּק‎, transliteración: Kravot Retzu'at HaNituk)  fueron una serie de enfrentamientos militares entre las Fuerzas de Defensa de Israel y el ejército egipcio en la Operación Yoav, siendo la pieza central de la operación. Se situaron a lo largo de la operación (15–22 de octubre de 1948), en la franja de tierra entre el enclave israelí en el Néguev y el resto del país. Esta zona se llama generalmente «el corredor de separación» en hebreo.
Las batallas ocasionaron que los israelíes establecieron una conexión permanente por tierra con el enclave a través del Cruce (en hebreo: הַצֹּמֶת‎, transliteración: HaTzomet, una encrucijada estratégica al oeste de Negba), Kawkaba y Huleiqat. Una formación en cuña se organizó en Khirbet Masara (entre Faluya y Bayt Jibrin), de conformidad con la estrategia de la operación Yoav: crear aberturas para cortar grandes unidades egipcias; sin embargo, la cuña no tuvo éxito y los egipcios la evitaron. Los ataques a otras posiciones en el corredor, entre ellos los realizados en contra del fuerte de policía de Irak Suwaydan, tuvieron éxito.
Las batallas, después de haber abierto una ruta de abastecimiento seguro para el Néguev, tenía tanto significado político y militar. Se fortaleció la reclamación israelí a todo el desierto de Néguev y permitió posteriormente la conquista del lugar por parte de Israel en la operación Horeb y la operación Uvdá en diciembre de 1948 hasta marzo de 1949.

## Antecedentes
La segunda tregua de la guerra árabe-israelí de 1948 comenzó el 18 de julio de 1948, con un enclave israelí en el Néguev aislado del resto del país. Las operaciones militares, incluyendo An-Far, Muerte al Invasor y GYS, cuyo objetivo era crear un corredor entre las dos áreas, fracasaron. El mediador de las Naciones Unidas Folke Bernadotte presentó su segundo plan para la partición de Palestina el 20 de septiembre; días después Bernadotte fue asesinado por el Leji. Este plan preveía entregar el enclave israelí del Néguev a la parte árabe.
Las opciones militares de Israel fueron ponderadas por su liderazgo durante la segunda tregua; el Plan Bernadotte hizo que el gobierno y el ejército decidieran concentrar su siguiente esfuerzo en el frente sur. La operación, denominada Diez plagas, estaba destinada a abrir un enlace por tierra permanente con el Néguev; y, poco a poco, rodear a las fuerzas egipcias en el corredor Majdal-Bayt Jibrin mediante la creación de cuñas, que impedirían movimientos libres a los egipcios entre sus principales concentraciones de tropas. Este fue el enfoque defendido por Yigal Alón, jefe del Comando Sur, cuya propuesta fue aceptada por la mayoría del Estado Mayor General, en vez de asaltar directamente las grandes concentraciones egipcias.
El Cruce era un importante intersección entre la carretera Majdal-Bayt Jibrin y la carretera al interior del Néguev. Esta pasa por alto el kibutz Negba, el fuerte de policía Irak Suwaydan, y las colinas 100, 103 y 113.

## La formación en cuña de Khirbet Masara
En la noche del 15 al 16 de octubre, las fuerzas israelíes del 53.er Batallón de la brigada Guivati ocuparon el sitio de Khirbet Masara y la colina adyacente 224.9, posiciones en la carretera que conecta Irak al-Manshiyya con Bayt Jibrin. El 17 de octubre, también tomaron el sitio de Khirbet 'Atalla, al noreste. Sin embargo, como el caso de la cuña de Beit Hanoun, esto no impidió que los egipcios se movieran de Faluya e Irak al-Bayt hacia Manshiyya Jibrin y Hebrón, ya que se creó un camino alternativo al sur de la cuña, a través de Qubeiba. Sin embargo, la cuña sirvió como un punto de partida para obtener más ganancias territoriales israelíes, que finalmente llevaron al aislamiento de Faluya e Irak al-Manshiyya, en lo que se conoció como la bolsa de Faluya.

## Batalla de Irak al-Manshiyya
El plan de la Operación Yoav requería la creación de un corredor terrestre permanente con el Néguev, a través de Irak al-Manshiyya. El ataque estaba destinado a ser llevado a cabo el 17 de octubre de 1948. Sin embargo, se adelantó 24 horas, al 16 de octubre, después de una recomendación de Yitzhak Sadeh, comandante de la 8.ª Brigada Blindada. El ataque sería la primera vez en que los tanques serían utilizados por Israel en el frente sur. Los israelíes esperaban que Egipto concentraría sus principales defensas en Faluya, localidad que daba al Cruce, posición vital; y, por tanto, abandonaría la posición de Irak al-Manshiyya, dejándola ligeramente defendida. Las dos posiciones principales del pueblo eran un tell ubicado justo al norte, y la escuela del pueblo.
A las 6:20 horas, la artillería israelí comenzó a disparar, y a las 07:00, los tanques israelíes (Cromwell y Hotchkiss del 82.º Batallón) se dispusieron a ayudar a la infantería (7.º Batallón de la Brigada Néguev), que ya había dejado sus bases. A las 07:40, la infantería llegó a la escuela e informaron que cuando llegaron al pueblo en sí, estaba siendo abandonado. Lo que siguió fue un caos total en la parte israelí; un tanque Cromwell se averió, un tanque Hotchkiss condujo a una trampa, y otros se quedaron sin municiones. Como otros tanques también se averiaron, fueron necesarios más para llevarlos a su reparación. No había comunicación clara entre las fuerzas de infantería y los blindados, y en diferentes sectores, actuaron por separado.
Cuando la unidad de ataque de la escuela se retiró, el que estaba en camino al tell sufrió un severo golpe en su moral. Como los egipcios abrieron fuego desde posiciones previamente desconocidas, se sorprendió por completo a los israelíes, quienes tenían alrededor de un tercio de su fuerza muerta o herida. Después de que todas las fuerzas blindadas estaban fuera de la lucha, se dio la orden de retirarse. Sólo 15 soldados regresaron de nuevo a sus posiciones de partida. Los esfuerzos de rescate para regresar a los heridos que estaban todavía en el campo continuaron durante todo el día. En total, las fuerzas israelíes sufrieron más de 100 bajas y cuatro tanques fueron destruidos.

## Capturando el Cruce
Tras el fracaso de abrir un corredor terrestre permanente en el Néguev a través de Irak al-Manshiyya, Yigal Alón, jefe del Comando Sur, decidió cambiar los mayores esfuerzos hacia el oeste. En la noche del 16 hasta el 17 de octubre, el 51.er Batallón de la brigada Guivati partió de Julis para capturar el Cruce. Se movilizaron en tres púas separadas: la 2.ª Compañía en el oeste, la 3.ª en el centro y la 4.ª en el este. Otra fuerza salió de Negba para interceptar posibles refuerzos egipcios provenientes de Irak Suwaydan. Las fuerzas egipcias en la zona consistían en un batallón extendido a través de las colinas al norte del Cruce, el propio Cruce, y las posiciones de Kawkab y Huleiqat.
A las 21:15 horas, la 2.ª Compañía notó movimiento cerca de la ubicación en la carretera en la que se suponía que iba a establecer su propia fuerza de bloqueo para interceptar los refuerzos. Se giró hacia el este y estructuró su bloqueo más cerca de la intersección. A las 21:20 horas, los israelíes comenzaron a bombardear las colinas 100, 103 y 113, justo al noroeste del Cruce, con morteros de 81 mm (3 pulgadas). Mientras tanto, un transporte Bren egipcio se topó con una mina en el control de carretera del este, matando al comandante local egipcio. A las 22:50 horas, la colina 103 fue tomada sin resistencia por la 4.ª compañía, que procedió a unirse a la 3.ª Compañía para atacar la colina 113. Las colinas 100 y 113, unidas en una sola posición egipcia, fueron capturadas por las dos compañías el 17 de octubre a las 01:15 horas.
El Cruce consistía en dos grandes posiciones: una en el suroeste y otra en el noroeste. El comandante de la 2.ª compañía decidió montar un asalto en la posición sur y al mismo estableció un control de carretera al sur del mismo. Durante el ataque, se perdió la comunicación con otras fuerzas israelíes. Dos soldados fueron enviados a la colina israelí 105 con el fin de restablecerla. Jeuda Wallach, comandante del 51.er batallón, trasladó su cuartel general en la colina 113. Las fuerzas del Guivati tomaron la posición meridional, y los egipcios contraatacaron desde la posición norte. El ataque duró 3 horas, durante el cual el comandante de la compañía israelí llamó a la fuerza de bloqueo de la carretera hacia el sur para ayudar. Los israelíes sufrieron 30 bajas, pero lograron repeler exitosamente el asalto. El comando Zorros de Sansón fue enviado para apoyar en la posición sur, pero se encontraron con transportes Bren egipcios y regresaron. Los egipcios, que se encontraban aislados, también decidieron evitar otra confrontación y se retiraron de la posición norte a Irak Suwaydan, permitiendo a Guivati completar la captura del Cruce.

## Batallas alrededor de Faluya e Irak Suwaydan
En la noche del 18 al 19 de octubre, los israelíes atacaron varios puestos en la «carretera de Birmania» egipcia, una carretera de circunvalación construida durante la segunda tregua, después de que Israel capturó Hatta y Karatiyya en la Operación Muerte al Invasor. Una ataque inicial de la brigada Yiftaj a Huleiqat la noche anterior falló, y el Comando Sur decidió utilizar sus refuerzos traídos para la Operación Yoav, la Brigada Oded, para tomar una serie de posiciones al oeste de Faluya. La brigada había sido traída desde Galilea y no tenía una práctica suficiente en la lucha en una topografía plana. El plan era tomar la posición 2, seguido de la 1 y la 4, y finalmente la posición 3.
Oded atacó desde Karatiyya con fuerzas de cuatro compañías, sin artillería o apoyo de blindados. A las 21:00 horas del 18 de octubre, tomaron el cercado de la segunda posición, pero se encontraron con fuego pesado y el segundo comandante del batallón fue muerto en acción. La compañía en la reserva operacional fue traída para ayudar, pero no pudo hacer una diferencia. Mientras tanto, otra compañía asaltó la cuarta posición y también se las arregló para romper su cercado. Considerado como un éxito, la última compañía fue enviada a atacar a la tercera posición. Se detuvo debido al fuego de artillería egipcia y se retiró. A las 02:00 horas del 19 de octubre, la compañía atacante de la cuarta posición, inmovilizada e incapaz de avanzar, se retiró también; y a las 03:00 horas, las fuerzas del Oded que luchaban en la segunda posición hicieron lo mismo.
Se hicieron dos intentos más para capturar el fuerte de policía de Irak Suwaydan hasta el 22 de octubre. En la noche del 19 al 20 de octubre, el 51.er batallón de la brigada Guivati realizó un asalto, bajo el supuesto de que la fortaleza estaba ocupada por un pelotón egipcio desmoralizado. La fortaleza estaba rodeada por tres cercas de alambre de púas, y búnkeres en el medio. Las fuerzas de Givati se toparon con un búnker que no pudieron superar, hasta que Ben-Zion Leitner lanzó una granada dentro y lo inutilizó. Leitner resultó gravemente herido, y más tarde recibió el título de héroe de Israel. Sin embargo, agotadas y sufriendo de problemas con sus municiones, las fuerzas israelíes se retiraron.
El 51.er Batallón intentó tomar nuevamente la fortaleza entre el 21 y el 22 de octubre. Después de una andanada de artillería y bombardeos aéreos a las 18:00 horas, las fuerzas del Guivati realizaron el asalto, empleando un vehículo blindado modificado que estaba destinado a hacer un agujero a través de las paredes de la fortaleza. Se quedó atrapado entre las cercas de alambre de púas, pero su explosión las destruyó y permitió a la infantería avanzar a la propia fortaleza. Cuatro soldados lograron infiltrarse en ella, pero se vieron desbordados por el fuego egipcio y se retiraron. La batalla final del corredor en la Operación Yoav también sucedió en la noche del 21 al 22 de octubre, cuando el 53.er batallón de Guivati realizó un intento de capturar la «carretera de Birmania» egipcia, sin tomar ninguna posición y retirándose.

## Batallas de Kawkaba y Huleiqat
Como se mencionó, la Brigada Yiftaj no pudo capturar Huleiqat y su posición periférica (Colina 138,5) el 17-18 de octubre. Guivati, por su parte, logró capturar Kawkaba al norte, y en el 18 al 19 de octubre, la adyacente Bayt Tima. No se hicieron nuevos intentos para atacar Huleiqat desde el sur, y en lugar de eso, los elementos de Guivati dispusieron capturarlo desde el norte. Las unidades participantes fueron cuatro compañías del 52.º Batallón y dos del 54.º Los egipcios se situaron en las colinas 114.1, 123.2, 120, 120a, 128.2, 138.5, 131.2 y en la propia Huleiqat. Sus fuerzas se componían de tres compañías: dos egipcias y una de origen saudí.
A las 21:30 horas del 19 de octubre, la artillería israelí comenzó a bombardear las posiciones egipcias. El ataque comenzó a las 22:45 horas; la colina 120a fue la primera en caer, a manos de la 3.ª Compañía del 52.º Batallón, con poca resistencia; pero las tropas saudíes que se retiraron de allí reforzaron la adyacente colina 128.2 y contraatacaron, desalojando a los israelíes que acababan de capturar la colina. En la colina 120a, los egipcios y saudíes dejaron muchas armas, incluyendo 34 ametralladoras Vickers, que un prisionero de guerra egipcio enseñó usarlas a las fuerzas de Guivati. Las armas se utilizaron en la captura final de la colina 128.2.
Una compañía del 54.º Batallón tomó parte de la colina 123.2, pero entró en un punto muerto con los egipcios allí. A continuación, la 1.ª Compañía del 52.º Batallón tomó las colinas 114.1 y 120 en el centro, en dos oleadas. Luego repelieron un contraataque egipcio de Huleiqat. Mientras tanto, la 2.ª Compañía del 52.º Batallón retomó la colina 128.2. Después de establecerse en la colina 120, parte de la 1.ª Compañía (52.º Batallón) tomó la colina 138.5, frente a una resistencia ligera. Mientras tanto, la 3.ª Compañía del 54.º Batallón apoyó a la 1.ª a finalizar la toma de la colina 123.2. Por último, a las 03:00 horas del 20 de octubre, las fuerzas saudíes ubicadas en la colina 131.2 se retiraron y la posición fue tomada por la 4.ª Compañía del 52.º Batallón, poniendo todo el corredor Kawkaba-Huleiqat bajo control israelí. La brigada Guivati sufrió 28 muertos y 70 heridos.

## Importancia
Uno de los principales logros israelíes de estas batallas, y de hecho, de la operación Yoav, fue la creación de un corredor terrestre permanente entre el enclave israelí del Néguev y el resto del país, tras la captura de Huleiqat el 20 de octubre. Esto permitió el inicio de la Operación Moshe el 21 de octubre, que causó la captura de Beerseba, la «capital del Néguev», por la Brigada Néguev. Otro punto de importancia fue la creación de las directrices básicas de lo que luego sería la bolsa de Faluja (el área de Faluja–Irak Suwaydan), y el corte general del ala occidental de la fuerza expedicionaria egipcia de su ala oriental.